# Noitibó-sardento
Noitibó-sardento ou Noitibó-das-rochas (Caprimulgus tristigma) é uma espécie de noitibó da família Caprimulgidae.
Pode ser encontrada nos seguintes países: Angola, Benin, Botswana, Burkina Faso, Burundi, Camarões, República Centro-Africana, República do Congo, República Democrática do Congo, Costa do Marfim, Etiópia, Gabão, Gana, Guiné, Quénia, Libéria, Malawi, Mali, Moçambique, Namíbia, Níger, Nigéria, Ruanda, Serra Leoa, África do Sul, Sudão, Essuatíni, Tanzânia, Togo, Uganda, Zâmbia e Zimbabwe.